# 岸和田市立山直南小学校
岸和田市立山直南小学校（きしわだしりつ やまだいみなみしょうがっこう）は、大阪府岸和田市にある公立小学校である。2012年（平成24年）4月1日現在の児童数は222名である。

## 沿革
- 1873年（明治6年）5月28日 - 稲葉小学校創立。
- 1887年（明治20年）4月1日 - 稲葉簡易小学校と改称。
- 1893年（明治26年）4月1日 - 稲葉尋常小学校と改称。
- 1935年（昭和10年）7月1日 - 町村合併により山直町立稲葉尋常小学校と改称。
- 1942年（昭和17年）4月1日 - 町村合併により岸和田市立山直南国民学校と改称。
- 1947年（昭和22年）4月1日 - 岸和田市立山直南小学校と改称。